# Chakall
Pour les articles homonymes, voir Chacal (homonymie) et Chackal.
Chakall est un chef cuisinier argentin, né le 5 juin 1972 à Tigre.
Il est à la tête de Cozinha Divina, une entreprise de restauration et d'événementiel fondée en 2001 mais est également chef et propriétaire de nombreux restaurants au Portugal :
- El Bulo Social Club[3] ouvert en 2016 (Marvila, Lisbonne),
- O Refeitorio do Senhor Abel[4] e Heteronimo BAAR ouvert en 2017 (Marvila, Lisbonne),
- Areal Beach Bistrot by Chakall[5] ouvert en 2017 (Areia Branca, Lourinhã),
- L'Origine[6] ouvert en 2019 (Parque das Nações, Lisbonne),
- Otto Fisch ouvert en 2019 (Santo André, Alentejo),
- Luz By Chakall[7] ouvert en 2019 (Benfica, Lisbonne).

Il est parallèlement chef-consultant des restaurants Bom Bom et Roça Sundy(São Tomé-et-Príncipe).
Il participe régulièrement à de nombreux programmes télévisés à travers le monde et a publié plusieurs ouvrages sur la gastronomie, traduits en plusieurs langues.

## Biographie

### Formation
Il a étudié le journalisme à l'université del Salvador (Buenos Aires, Argentine) puis travaillé comme journaliste pour le quotidien El Cronista (en) pendant 7 ans.
Il écrit par la suite des critiques musicales pour le magazine Rolling Stone mais cherchant encore sa voie, il décide de partir en roadtrip à travers l'Amérique Latine, l'Europe et l'Afrique. Il reviendra de ses voyages avec l'envie de faire carrière en tant que chef cuisinier.
Autodidacte, il fait partie de la quatrième génération de cuisiniers établie en Suisse, en Allemagne, en Espagne et en Italie[Quoi ?]. Il apprend à cuisiner dans le restaurant familial tenu par sa mère puis approfondit ses connaissances au cours de ses nombreux voyages à travers le monde.
De retour d'Afrique, il adopte le turban qui ne le quittera plus lors de ses apparitions publiques et qui deviendra rapidement son emblème.

### Vie privée
Il a eu 3 enfants d'une première union puis un 4e de son union avec son actuelle compagne Tâmara Castelo.

## Émissions télévisées
- Sabores Divinos : Émission culinaire présentée par Chef Chakall sur la chaîne portugaise SIC Mulher (2008)[12].
- Chakall e Pulga : Chef Chakall présente sur SIC Mulher les spécialités culinaires du Portugal en compagnie de sa chienne Pulga (2010-2012)[13].
- Kitchen on the Silk Road : Émission culinaire de 13 épisodes produite pour National Geographic et diffusée en Chine sur la chaîne CCTV qui couvre 300 millions de téléspectateurs (2010).
- Walking Chopsticks : Émission culinaire diffusée en Chine sur la chaîne CCTV pendant 4 saisons (2011)[14].
- Lanz Kocht! : apparitions sur la chaîne allemande ZDF (2011).
- Com uma Pitada de... : Chakall présente des recettes portugaises en compagnie de musiciens locaux sur la chaîne portugaise SIC Mulher (2013-2014)[15].
- Beef Buddies : Chakall nous présente une émission consacrée à la viande en compagnie de Frank Buchholz et Tarik Rose sur la chaîne allemande ZDF Neo (2013-2015)[16].
- Chakall na Quinta : Chakall présente les spécialités culinaires du Portugal sur la chaîne portugaise SIC Mulher (2014-2015)[17].
- Chakall y Mangú : Chef Chakall voyage et cuisine en République Dominicaine avec son chien Mangú (2017)[18].
- Let's Dance 2018 : Programme télévisé allemand sur la chaîne RTL (2018)[19].
- Frescos à Prova : Chakall présente des recettes à base de produits frais sur la chaîne portugaise SIC Mulher (2018)https://sic.pt/Programas/frescos-a-prova.

## Livres
- Cozinha Divina - Edition Oficina do Livro - 2007[20]
- Quatro Estações - Edition Oficina do Livro - 2009[21]
- Chakall kocht: Schnelle Rezepte für gute Laune - Edition Dorling Kindersley Verlag - 2010[22]
- Portugal Revisitado - Edition Oficina do Livro - 2010[23]
- Natural by Chakall - Edition Oficina do Livro - 2011[24]
- Cozinhar com prazer - Edition Civilização Editora - 2011[25]
- Cozinha de Chakall - Receitas Rápidas Para O Bom Humor - Edition Senac São Paulo 2011[26]
- Food on the Silk Road - Edition Qingdao Publishing House - 2012
- Walking Chopsticks: Guangdong culinary journey - Edition Qingdao Publishing House - 2013
- Walking Chopsticks: Ningxia Gourmet Tour - Edition Qingdao Publishing House - 2013
- Walking Chopsticks in Hebei - Edition Qingdao Publishing House - 2014
- Beef Buddies: Das Kochbuch für echte Kerle -  Frank Frank Buchholz, Chakall, Tarik Rose - Edition Neuer Umschau Buchverlag - 2014[27]
- 10 por 10 - Edition Oficina do Livro - 2014[28]
- Chakalls Sudaka: Südamerikanische Trendküche - Edition Dorling Kindersley Verlag - 2015[29]
- Barbecue avec Chakall - Éditions en allemand, français, hollandais, suédois, hongrois, roumain, tchèque et polonais - 2017.

## Prix et distinctions
- 2007 :
  - Meilleur livre culinaire portugais - Cozinha Divina
  - London, Best Innovative Cookbook
- 2008 :
  - Frankfurt, Meilleur Livre - Divine Kitchen
  - Gourmand World Cookbooks Award
- 2009 : Prix du meilleur programme culinaire de Chine - Kitchen on the Silk Road
- 2010 : Gourmand World Cookbooks Award
- 2011 : Paris, Meilleur Livre culinaire écrit par un chef
- 2017 : Chakall y Mangú: Meilleure série télévisée internationale
- 2019 : Macau, Gourmand World Award Chef de l'année et meilleur présentateur